# 同步速
同步速指交流異步電動機中旋转磁场的转速，也是同步電動機中旋转磁场及轉子的转速。異步電動機的轉子实际转速要低于同步速，低于同步速的大小用转差率来衡量。电动机旋转磁场的转速与通入电动机的电源电压的频率成正比与电动机的极数成反比。关系式如下：
式中：
- {\displaystyle n_{s}}--同步轉速，即为电动机旋转磁场的转速，單位rpm。
- {\displaystyle f}--为供電電源电压的频率，單位Hz
- {\displaystyle p}--为電動機定子的磁極數

电机学中的同步速并不特指异步电动机，同步电动机的同步速也满足上述关系。与异步电动机不同的是，稳定运行的同步电动机的实际转速等于电动机的同步速除以极数除以2。如果极数为2，则两者相同。
例如在工频50Hz交流电供电情况下，极数为2时，无论同步或异步电动机的同步速均为3000r/min，同步机的稳定运行速度为3000r/min，异步机转子转速一定低于该值，否则将运行在发电状态。异步电动机的发电状态下，如果能量无法回馈或消耗，将导致设备损坏。